# كريم يونس
كريم يوسف فضل يونس (ولد في 24 ديسمبر 1956) هو أسير فلسطيني سابق من عرب 48، وتحديدًا من قرية عارة الواقعة في المثلث الشمالي. قام الجيش الإسرائيلي بأسره وهو على مقاعد الدراسة بتاريخ 1 حزيران/ يونيو 1983، وقامت بالإفراج عنه بتاريخ 5 كانون الثاني/ يناير 2023، حيث يُعتبر حاليًا أقدم أسير فلسطيني في السجون والمعتقلات الإسرائيلية، وأقدم أسير في العالم أيضًا، وأفرجت إسرائيل عنه في يوم 5 يناير 2023 بعد انتهاء محكوميته البالغة 40 عامًا في سجونها.
تلى اعتقاله توجيه تهم له بحيازة أسلحة محظورة وتهريبها للمقاومة الفلسطينية، والانتماء لمنظمة محظورة (حركة فتح)، وقتل جندي إسرائيلي. ولقد تمت محاكمته بدايةً بالإعدام شنقًا، ثم تم بعدها الحكم عليه بالسجن المؤبد لفترة مفتوحة، ليستقر الحكم عليه بتحديد الفترة بأربعين عامًا.
تجدر الإشارة إلى أن السلطات الإسرائيلية كانت ترفض الإفراج عن الأسير كريم يونس بحجة أنه من حملة الجنسية الإسرائيلية، حيث لم يُشمل بصفقات تبادل الأسرى مع الجانب الفلسطيني، كباقي الأسرى الفلسطينيين من عرب 48. وكان يقبع في سجن النقب الصحراوي، بعد أن تم نقله سابقًا لأكثر من مُعتقل.

## وفاة والدته
بتاريخ 5 مايو 2022 توفيت والدة الأسير كريم يونس بعد أن انتظرته 40 عام، وقبل أن يتم الإفراج عنه بثلاثة أشهر فقط، حيث تبقى منذ تاريخ وفاتها وحتى إنتهاء مدة محكومية كريم يونس ثلاثة أشهر فقط.

## الإفراج عنه
بتاريخ 5 يناير 2023 قامت سلطات الاحتلال الإسرائيلي بالإفراج عن الأسير كريم يونس بعد قضاء محكوميته البالغة 40 عاما، وقامت بتركه وحيداً في منطقة رعنانا بالداخل المحتل دون أن تبلغ أحداً من أفراد عائلته.
فور وصوله إلى بلدته عارة توجه يونس إلى مقبرة البلدة لزيارة قبر والديه قائلًا "أزور أمي في القبر وأنا على ثقة أنها تراقبني من السماء".

## وصلات خارجية
- حكاية الأسير كريم يونس | الجزيرة